# Box na Letních olympijských hrách 1984
Box na Letních olympijských hrách 1984 probíhal na stadionu Los Angeles Memorial Sports Arena v Los Angeles.

## Medailisté

### Muži
| Kategorie                    | Zlato                                           | Stříbro                                    | Bronz                                            | Bronz                                        |
| ---------------------------- | ----------------------------------------------- | ------------------------------------------ | ------------------------------------------------ | -------------------------------------------- |
| Lehká muší váha (– 48 kg)    | Paul Gonzales · Spojené státy americké (USA)    | Salvatore Todisco · Itálie (ITA)           | Marcelino Bolivar · Venezuela (VEN)              | Keith Mwila · Zambie (ZAM)                   |
| Muší váha (– 51 kg)          | Steve McCrory · Spojené státy americké (USA)    | Redzep Redzepovski · Jugoslávie (YUG)      | Eyüp Can · Turecko (TUR)                         | Ibrahim Bilali · Keňa (KEN)                  |
| Bantamová váha (– 54 kg)     | Maurizio Stecca · Itálie (ITA)                  | Héctor López · Mexiko (MEX)                | Dale Walters · Kanada (CAN)                      | Pedro Nolasco · Dominikánská republika (DOM) |
| Pérová váha (– 57 kg)        | Meldrick Taylor · Spojené státy americké (USA)  | Peter Konyegwachie · Nigérie (NGR)         | Omar Catarí · Venezuela (VEN)                    | Turgut Aykaç · Turecko (TUR)                 |
| Lehká váha (– 60 kg)         | Pernell Whitaker · Spojené státy americké (USA) | Luis Ortiz · Portoriko (PUR)               | Chun Chil-Sung · Jižní Korea (KOR)               | Martin Ndongo-Ebanga · Kamerun (CMR)         |
| Velterová váha (– 63.5 kg)   | Jerry Page · Spojené státy americké (USA)       | Dhawee Umponmaha · Thajsko (THA)           | Mircea Fulger · Rumunsko (ROU)                   | Mirko Puzović · Jugoslávie (YUG)             |
| Lehká střední váha (– 67 kg) | Mark Breland · Spojené státy americké (USA)     | An Young-Su · Jižní Korea (KOR)            | Joni Nyman · Finsko (FIN)                        | Luciano Bruno · Itálie (ITA)                 |
| Lehkotěžká (– 71 kg)         | Frank Tate · Spojené státy americké (USA)       | Shawn O'Sullivan · Kanada (CAN)            | Christophe Tiozzo · Francie (FRA)                | Manfred Zielonka · Západní Německo (FRG)     |
| Střední váha (– 75 kg)       | Shin Joon-Sup · Jižní Korea (KOR)               | Virgil Hill · Spojené státy americké (USA) | Aristides González · Portoriko (PUR)             | Mohamed Zaoui · Alžírsko (ALG)               |
| Polotěžká váha (– 81 kg)     | Anton Josipović · Jugoslávie (YUG)              | Kevin Barry · Nový Zéland (NZL)            | Evander Holyfield · Spojené státy americké (USA) | Mustapha Moussa · Alžírsko (ALG)             |
| Těžká váha (– 91 kg)         | Henry Tillman · Spojené státy americké (USA)    | Willie DeWit · Kanada (CAN)                | Angelo Musone · Itálie (ITA)                     | Arnold Vanderlyde · Nizozemsko (NED)         |
| Super těžká váha (+ 91 kg)   | Tyrell Biggs · Spojené státy americké (USA)     | Francesco Damiani · Itálie (ITA)           | Robert Wells · Velká Británie (GBR)              | Aziz Salihu · Jugoslávie (YUG)               |

## Přehled medailí podle zemí
| Pořadí | Země                         | Zlato | Stříbro | Bronz | Celkově |
| ------ | ---------------------------- | ----- | ------- | ----- | ------- |
| 1.     | Spojené státy americké (USA) | 9     | 1       | 1     | 11      |
| 2.     | Itálie (ITA)                 | 1     | 2       | 2     | 5       |
| 3.     | Jugoslávie (YUG)             | 1     | 1       | 2     | 4       |
| 4.     | Jižní Korea (KOR)            | 1     | 1       | 1     | 3       |
| 5.     | Kanada (CAN)                 | 0     | 2       | 1     | 3       |
| 6.     | Portoriko (PUR)              | 0     | 1       | 1     | 2       |
| 7.     | Mexiko (MEX)                 | 0     | 1       | 0     | 1       |
| 8.     | Nový Zéland (NZL)            | 0     | 1       | 0     | 1       |
| 9.     | Thajsko (THA)                | 0     | 1       | 0     | 1       |
| 10.    | Nigérie (NGR)                | 0     | 1       | 0     | 1       |
| 11.    | Turecko (TUR)                | 0     | 0       | 2     | 2       |
| 12.    | Alžírsko (ALG)               | 0     | 0       | 2     | 2       |
| 13.    | Venezuela (VEN)              | 0     | 0       | 2     | 2       |
| 14.    | Zambie (ZAM)                 | 0     | 0       | 1     | 1       |
| 15.    | Velká Británie (GBR)         | 0     | 0       | 1     | 1       |
| 16.    | Nizozemsko (NED)             | 0     | 0       | 1     | 1       |
| 17.    | Rumunsko (ROU)               | 0     | 0       | 1     | 1       |
| 18.    | Kamerun (CMR)                | 0     | 0       | 1     | 1       |
| 19.    | Finsko (FIN)                 | 0     | 0       | 1     | 1       |
| 20.    | Keňa (KEN)                   | 0     | 0       | 1     | 1       |
| 21.    | Západní Německo (FRG)        | 0     | 0       | 1     | 1       |
| 22.    | Dominikánská republika (DOM) | 0     | 0       | 1     | 1       |
| 23.    | Francie (FRA)                | 0     | 0       | 1     | 1       |